# Hàng không năm 1948
Đây là danh sách các sự kiện hàng không nổi bật xảy ra trong năm 1948:

## Sự kiện
- Không quân Hoa Kỳ có 20.800 máy bay, khoảng một nửa trong số đó là máy bay chiến đấu, giảm so với 68.400 máy bay vào cuối Thế chiến II năm 1945. Quân số Không quân Hoa Kỳ là 387.000.[1]

### Tháng 1
- 17 tháng 1 - hãng hàng không BOAC bắt đầu thay thế các thủy phi cơ bằng các máy bay Lockheed Constellation
- 30 tháng 1 - chiếc máy bay Avro Tudor IV Star Tiger (G-AHNP) của hãng hàng không British South American Airways bay từ Açores đến Bermuda đã biến mất không để lại dấu vết. Vào lần liên lạc cuối cùng, máy bay còn khoảng 2 giờ là hạ cánh.
- 30 tháng 1 - Orville Wright, nhà phát minh ra máy bay cánh cố định đầu tiên trên thế giới, mất ở Dayton, Ohio hưởng thọ 76 tuổi.

### Tháng 3
- Không quân Israel được thành lậo, cùng với nhà nước mới có tên gọi Israel.
- 10 tháng 3 - VF-5 trở thành phi đội đầu tiên của Hải quân Hoa Kỳ được trang bị máy bay phản lực.
- 19 tháng 3 - Hãng hàng không British Overseas Airways Corporation (BOAC) mở rộng hoạt động từ Hồng Kông đến Nhật Bản.
- 23 tháng 3 - Đại úy trưởng nhóm phi công RAF John Cunningham lập một kỷ lục độ cao mới 59.446 ft (18.119 m) trên một chiếc de Havilland Vampire.
- 28 tháng 3 - những chiếc B-29 Superfortress của Không quân Hoa Kỳ trải qua các cuộc thử nghiệm tiếp nhiên liệu trên không, chứng tỏ khả năng của kỹ thuật này để mở rộng tầm hoạt động của máy bay ném bom chiến lược.

### Tháng 4
- 2 chiếc Gloster Meteor được cải tiến đặc biệt bắt đầu thử nghiệm trên boong tàu HMS Implacable.
- 3 tháng 4 - hãng hàng không Alitalia bắt đầu hoạt động trở lại ở Vương quốc Anh.
- 25 tháng 4 - Một chiếc North American YP-86 trở thành máy bay động cơ phản lực đầu tiên vượt qua tốc độ Mach 1.
- 28 tháng 4-29 - Leonardo Bonzi và Maner Lualdi lập một kỷ lục thế giới về quãng đường bay đạt 4.170 km (2.591 miles) từ Campoformido, Italy đến Massawa, Eritrea trên một chiếc Ambrosini S.1001

### Tháng 5
- 15 tháng 5 - Tel Aviv bị Không quân Ai Cập tấn công. Không quân Israel trả đũa bằng cuộc tấn công quân Arab gần Samakh.

### Tháng 6
- 1 tháng 6 - BEA bắt đầu sử dụng trực thăng để vận chuyển bưu phẩm ở Vương quốc Anh.
- 8 tháng 6 - Air India bắt đầu phục vụ các chuyến bay đều đặn Bombay-London bằng máy bay Lockheed Constellation.
- 17 tháng 6 - thủy phi cơ Catalina, "Miss Macao" (VR-HDT), hoạt động trong hãng hàng không Cathay Pacific, với 23 hành khách và 3 người thuộc phi đoàn bay từ Macau đến Hồng Kông đã bị bắt cóc giữa đường phía trên Pearl River Delta, bởi một nhóm 4 tên, những tên này đang cố gắng cướp tài sản của hành khách trên máy bay. Phi công đã bị tấn công và máy bay bị mất điều khiển trong khi diễn ra cuộc vật lộn trong buồng lái. Sau đó máy bay đã bị tai nạn giết chết tất cả hành khách ngoại trừ một người, sau khi điều tra người ta mới biết đây là tên cướp cầm đầu. Đây là vụ cướp máy bay đầu tiên diễn ra trên thế giới được biết đến.
- 17 tháng 6 - chuyến bay mang tên United Airlines Flight 624 của một chiếc DC-6 (NC37506) đã gặp tai nạn gần Mount Carmel, Pennsylvania.
- 26 tháng 6 - Cầu hàng không Berlin được USAF, Không quân Hoàng gia, và máy bay vận tải dân dụng của Anh thực hiện, nhằm vận chuyển thực phẩm và nhu yếu phẩm vào Tây Berlin
- 28 tháng 6 - Phi đội trưởng Basil Arkel lập một kỷ lục tốc độ của trực thăng, đạt tốc độ 124 mph (200 km/h) trên một chiếc Fairey Gyrodyne.

### Tháng 7
- 6 tháng 7 - 2 phi đội AEW hoạt động trên tàu sân bay của Hải quân Mỹ được thành lập, VAW-1 và VAW-2.
- 14 tháng 7 - những chiếc Vampire F3 thuộc Phi đội số 54 RAF trở thành máy bay phản lực đầu tiên bay qua Đại Tây Dương. 6 chiếc máy bay, được chỉ huy bởi D S Wilson-MacDonald, DSO, DFC, bay qua Stornoway, Iceland và Labrador đến Montreal trong một chuyến hành trình thiện ý, và sau đó họ sẽ đến Mỹ để biểu diễn bay nhào lộn.
- 14 tháng 7 - Silver City Airways thực hiện chuyến bay vận chuyển ô tô đầu tiên giữa ANh và Pháp.

### Tháng 9
- 5 tháng 9 - một chiếc Martin JRM Mars của Hải quân Mỹ lậo một kỷ lục cho máy bay vận tải, mang được khối lượng hàng hóa là 62.262 lb (28.242 kg)
- 6 tháng 9 - một chiếc de Havilland DH.108 phá vỡ bức tường âm thanh, trở thành máy bay đầu tiên của Anh làm được việc này.

### Tháng 10
- 2 tháng 10, Thảm họa Bukken Bruse. Tàu bay đã phát nổ khi hạ cánh ở Trondheim. Bertrand Russell là một trong số những người sống sót.
- 20 tháng 10 – Thảm họa hàng không KLM Constellation (Prestwick, Scotland)

## Chuyến bay đầu tiên

### Tháng 1
- 8 tháng 1 - Lavochkin La-174, mẫu thử nghiệm của La-15

### Tháng 2
- 22 tháng 2 - LWD Junak

### Tháng 3
- 5 tháng 3 - XF-87 Blackhawk
- 9 tháng 3 - Gloster E.1/44
- 22 tháng 3 - Lockheed T-33

### Tháng 5
- 7 tháng 5 - Tupolev Tu-78

### Tháng 6
- 23 tháng 6 - Arsenal VG 70

### Tháng 7
- 3 tháng 7 - Douglas XAJ-1
- 8 tháng 7 - Ilyushin Il-28
- 16 tháng 7 - Vickers Viscount

### Tháng 8
- 16 tháng 8 - Northrop XF-89
- 23 tháng 8 - XF-85 Goblin

### Tháng 9
- 1 tháng 9 - Saab J-29R, máy bay phản lực đầu tiên của Thụy Điển
- 18 tháng 9 - Convair XF-92
- 29 tháng 9 - F7U Cutlass

### Tháng 10
- 26 tháng 10 - Gloster Meteor T7

### Tháng 11
- 16 tháng 11 - X-4 Bantam
- 29 tháng 11 - Supermarine Type 510

## Bắt đầu hoạt động
Tháng 3
- 10 tháng 3 - FJ Fury trong phi đội VF-1 trên tàu USS Boxer

Tháng 5
- 5 tháng 5 - FH Phantom trong phi đội VF-17 trên tàu USS Saipan

Tháng 6
- 1 tháng 6 - Convair 240 trong hãng hàng không American Airlines
- 2 tháng 6 - B-36 Peacemaker trong Không quân Hoa Kỳ (Phi đội ném bom số 7 (hạng nặng))

Tháng 11
- B-45 Tornado trong Phi đội oanh tạc số 47

## Sinh
- 8 tháng 8 - Svetlana Savitskaya, nhà du hành vũ trụ

## Chết
- 30 tháng 1 – Trung tướng Arthur Coningham.
- 7 tháng 3 – Thiếu tướng Oliver Swann.
- 1 tháng 6 – Trung tướng John Frederick Andrews Higgins.